# 皇后行
皇后行（英語：Queen's Building）是一座遺址位於香港香港島中環皇后像廣場西邊的新古典主義建築，建於19世紀後期並以維多利亞女王命名。
在大廈建成之初，一度位於維多利亞港海旁，直至1950年代進行中區第三期填海工程。皇后行最終在1960年11月被拆卸，由香港文華東方酒店取代。

## 建築風格
皇后行被認為是香港其中一個優秀的新古典主義建築例子，在落成啟用時被稱為「城市中最有名望的商業大廈」("The city's most prestigious commercial building")。
該建築物共有四層，並以門廊、陽台和拱門作為特點，而在頂樓上則有一個小穹頂。

## 歷史

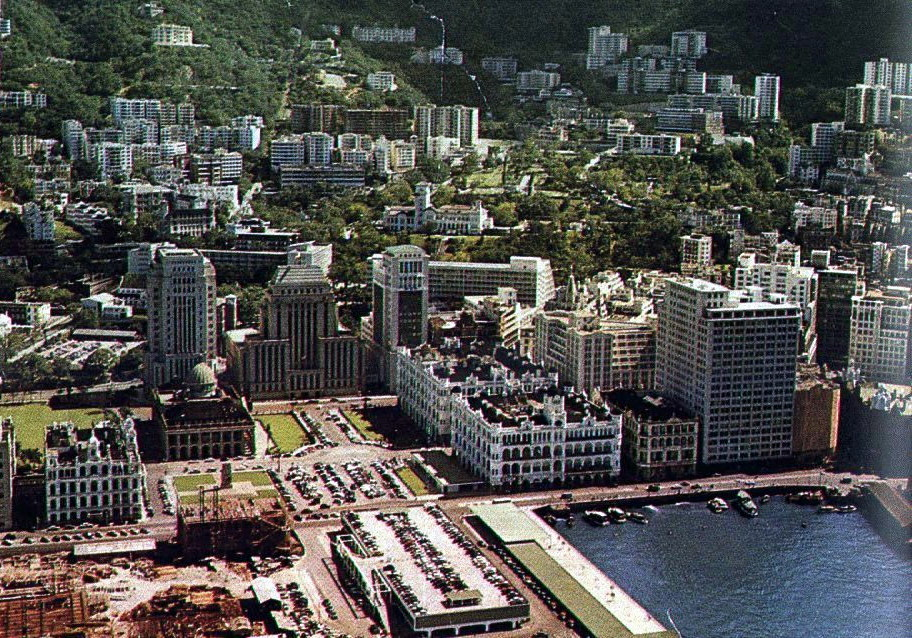
1955年的中環，干諾道中海傍，皇后行座落相中皇后像廣場右邊

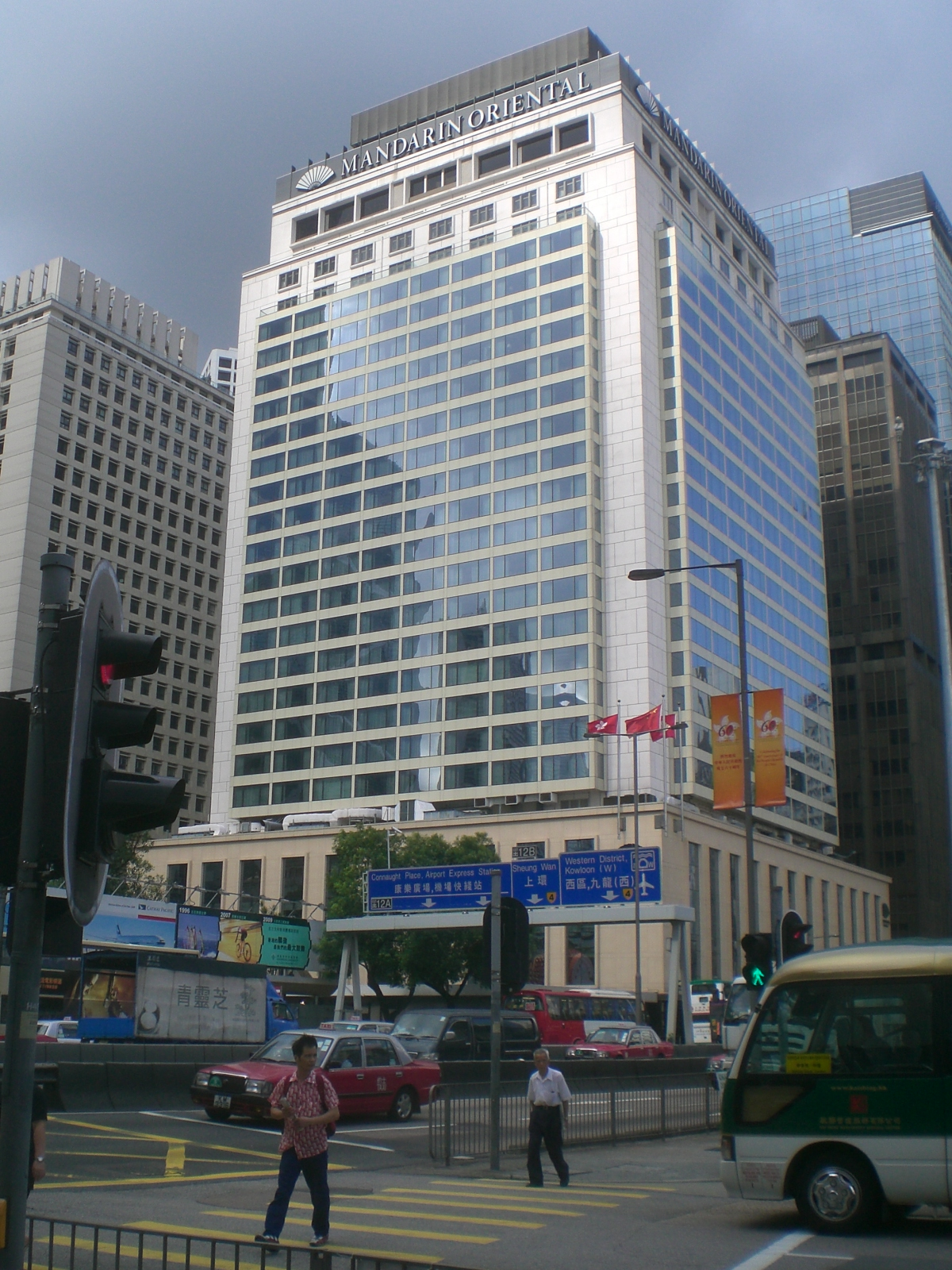
原址興建的香港文華東方酒店

### 背景
港英政府在1880年代開展海旁填海計劃以增加城市內的可動用土地，但由於遭受颱風所帶來的惡劣天氣使工程受到延誤，以及政府因為資金短缺於1893年幾乎破產，因此該計劃很快就遇到困難。最終耗資超過3百萬港圓的海旁填海計劃在1904年完成，該計劃總共為港島增加了65英畝（26公頃）的土地，並使港島中西區的海岸線由德輔道旁前移到干諾道旁。這些新土地一半被規劃成興建新樓宇，而另一半則被規劃用作街道和公用地方。

### 建造
皇后行是海旁填海計劃內其中一座將會興建的建築物，在填海工程進行期間就開始興建，由香港建築公司利安公司（Leigh & Orange）建造，於1899年落成啟用。此外，皇后行是皇后像廣場周邊其中一座有拱廊的維多利亞式建築，而附近另外一座有類似建築設計的則為舊香港會所大廈。
皇后行的主要租戶為不同的歐洲船務、保險和貿易公司，其地下入口後來也成為一個受歡迎的人力車和轎子停靠點。

### 拆卸
由於港英政府在1960年代初期預見隨後的商業發展將會增加，因此皇后行於1960年11月被拆卸，並計劃打算在原址興建一座辦公樓以作取代。但後來這個計劃並沒有落實，用地最終改為用作興建香港文華東方酒店，該酒店在1963年9月落成啟用。

## 附近建築物
- 太子大廈
- 遮打大廈
- 皇后像廣場
- 香港會所大廈
- 滙豐總行大廈